# Лісопильна рама

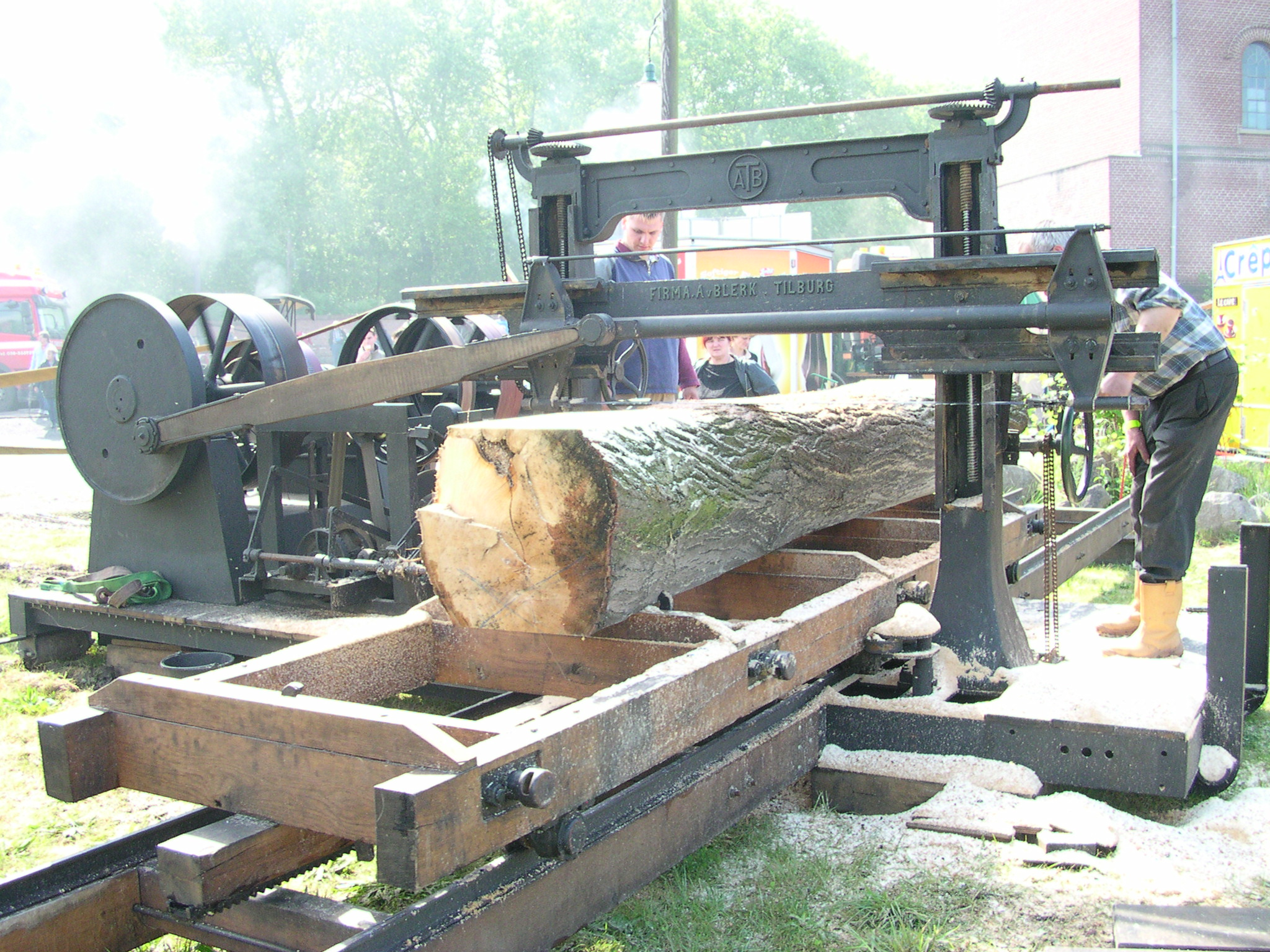
Лісопильна рама

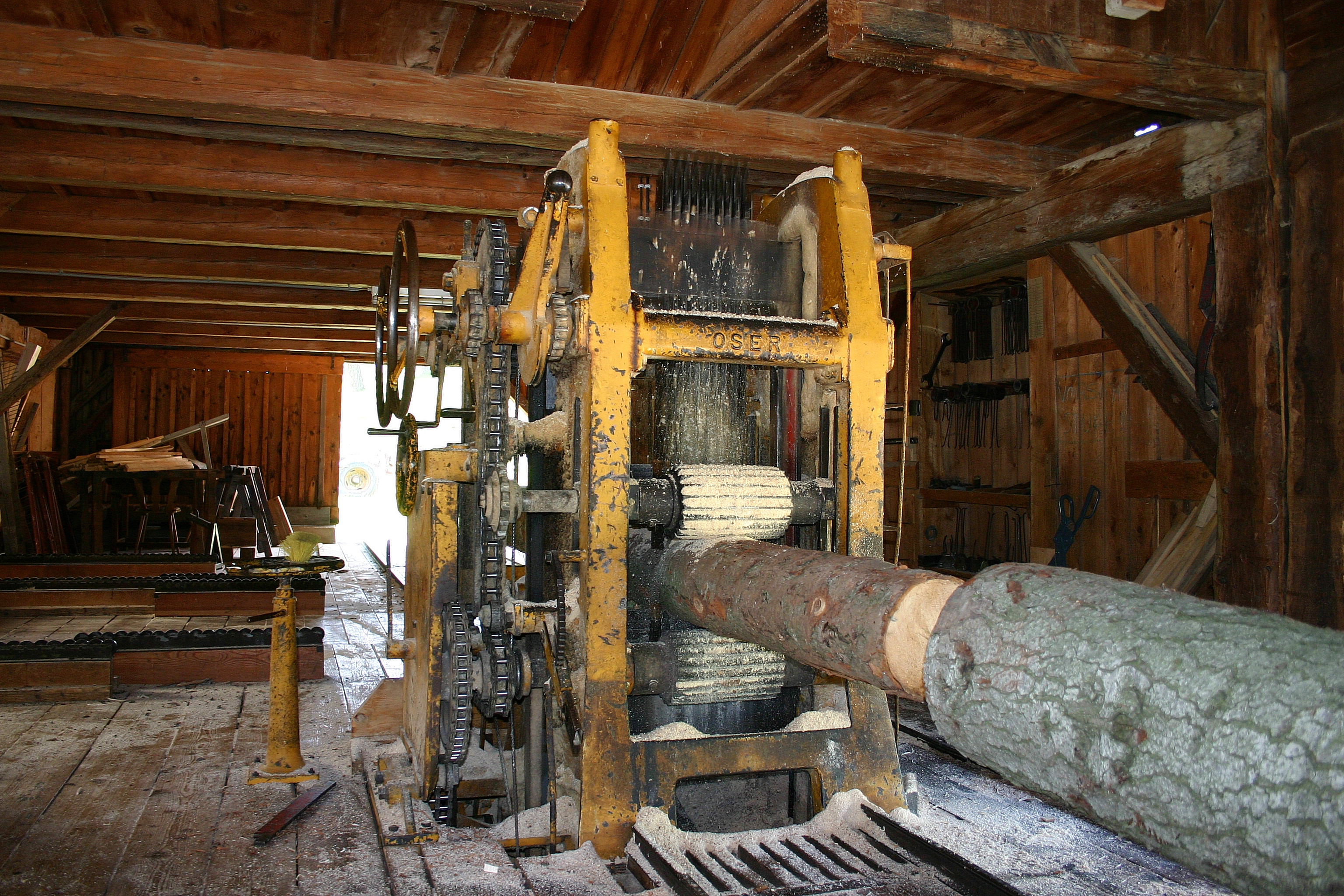
Розпилювання колоди на дошки на лісопильній рамі

Лісопи́льна ра́ма, пилора́ма — деревообробний верстат для поздовжнього розпилювання сукупністю пил круглих лісоматеріалів (колод) і брусів на пиломатеріали потрібних розмірів і якості.

## Історія

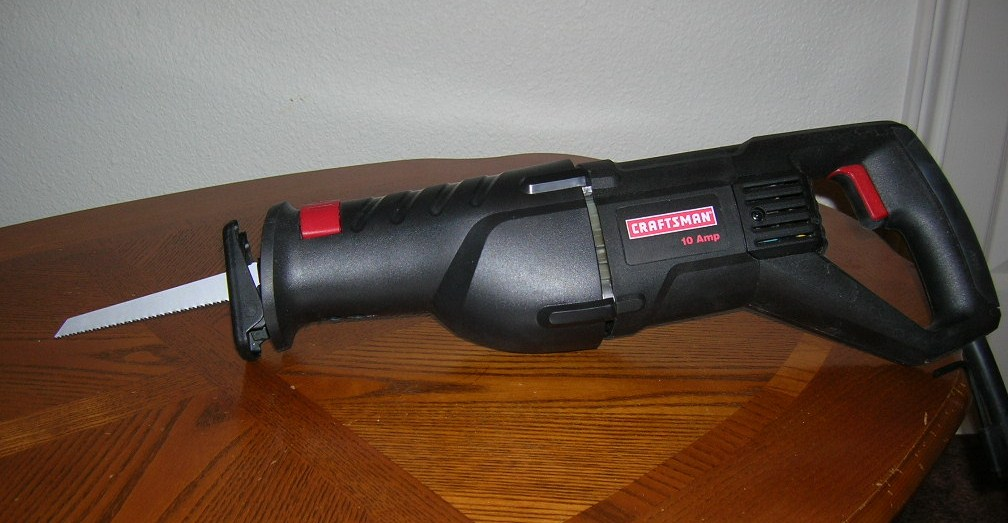
Ручна пилорама

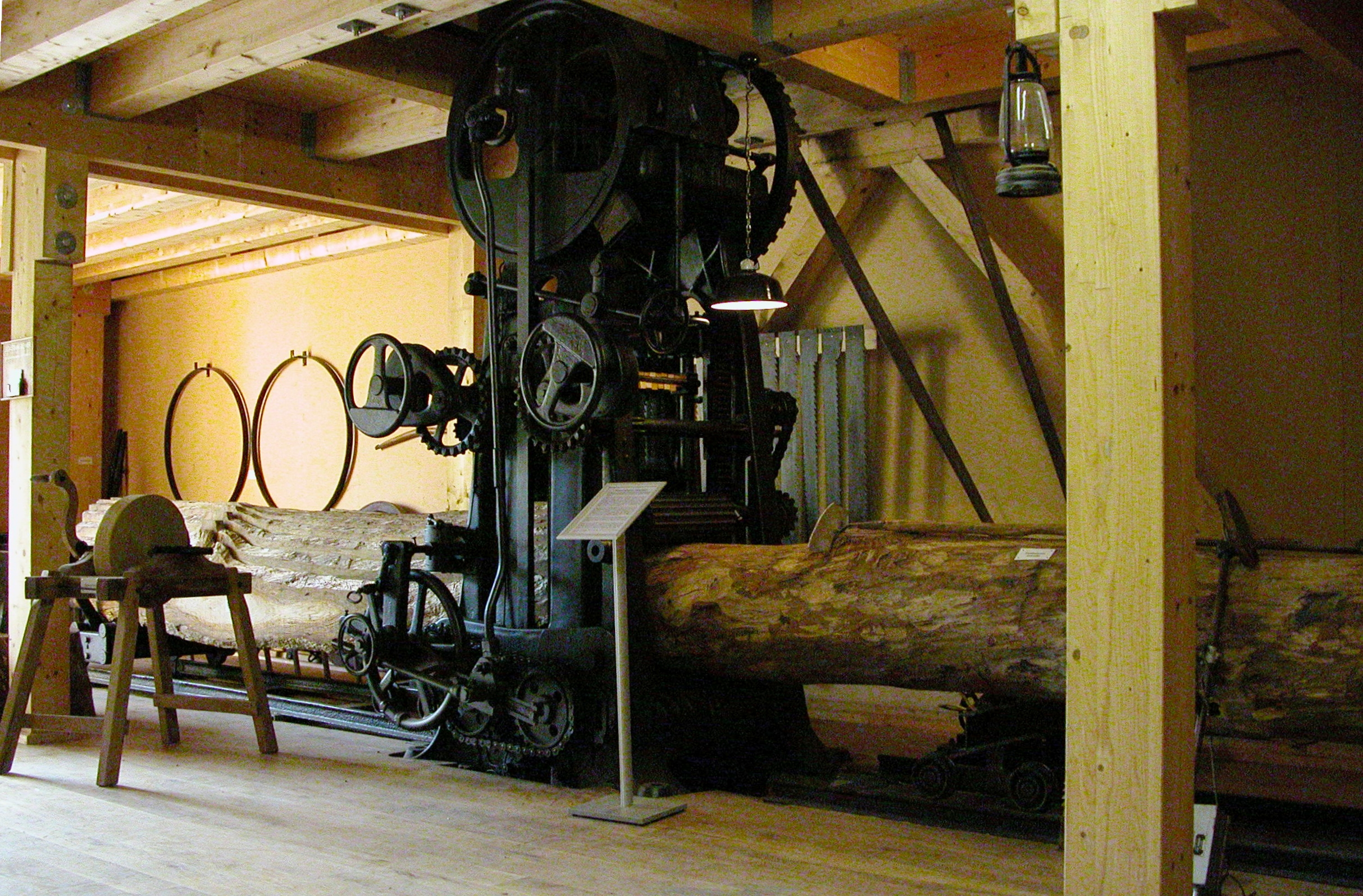
Пилорама у музеї просто неба Рошейдер Гоф

Перші пилки з'явилися в Бронзовій добі. На початку I тисячоліття до н. е. у Фінікії була винайдена дворучна пилка, завдяки якій стало можливим вироблення брусу, який використовувався в кораблебудуванні. Трохи пізніше для приведення пилки в рух здогадалися використовувати водяне колесо, ця конструкція була основною аж до винаходу парового двигуна.

## Призначення
Лісопильна рама — це верстат з безперервною подачею для подовжнього розпилювання колод на дошки і бруси, а також брусів на дошки. При роботі в розвал, колоди розпилюються на дошки потрібної товщини. При роботі з брусковою заготовкою колоди спочатку розпилюються на бруси (з одночасним отриманням 2 або 4 підгорбильних дощок) і лише після цього брус розпилюється на дошки.

## Будова
Основні вузли: механізми різання, механізм подавання, візки для подачі колоди, приймальні візки чи рольганг (набір роликів) з напрямними ножами. Різальним інструментом у лісопильній рамі служать пилки, закріплені у пильній рамці (одна або дві), якій кривошипний механізм надає зворотно-поступального руху. Лісопильні рами можуть мати безперервну або доштовхну подачу.

## Характеристики
Лісопильні рами виготовляють з просвітом (ним визначається найбільший діаметр розпилюваних колод) 350…1100 мм, ходом рамки 200…700 мм, частотою її ходів 300…600 на хвилину. Потужність головного рушія лісопильної рами сягає 135 кВт.

## Різновиди
Розрізняють лісопильні рами: стаціонарні та пересувні; одно-, півтора- і двоповерхові; з прямолінійною і замкненою криволінійною траєкторією руху рамки; з вертикальним і горизонтальним розміщенням пилок; з безперервним або періодичним подаванням матеріалу.

### Рамова пилорама
Розпилювання здійснюється пилками, зібраними (як правило, вертикально) у постав і закріпленими в пилковій рамці із зворотно-поступальним переміщенням пилкової рамки по напрямних.
Виділяють рами спеціального призначення:
- горизонтальні рами — переміщення пилкової рамки відбувається в горизонтальному напрямку (підходять для розпилювання колод цінних порід і для випилювання ванчесів у фанерному виробництві);
- коротушкові рами — призначені для розпилювання коротких колод і брусів[5].
- тарні рами — використовуються для розпилу невеликих брусів на тарну дощечку, заготовки для дерев'яних лиж. Відмінними рисами таких рам є малий хід і невелика висота пилкової рамки[6];
- пересувні рами — підходять для тимчасових цехів (можливе транспортування без демонтажу)[7].

До переваг махових пилорам належить висока якість одержуваного пиломатеріалу, більша продуктивність праці. До недоліків — масивність конструкції, високе енергоспоживання, необхідність кваліфікованого обслуговування. Тому зараз махові пилорами масово витісняються дисковими і стрічковими пилорамами.